# TRS (з'єднувач)

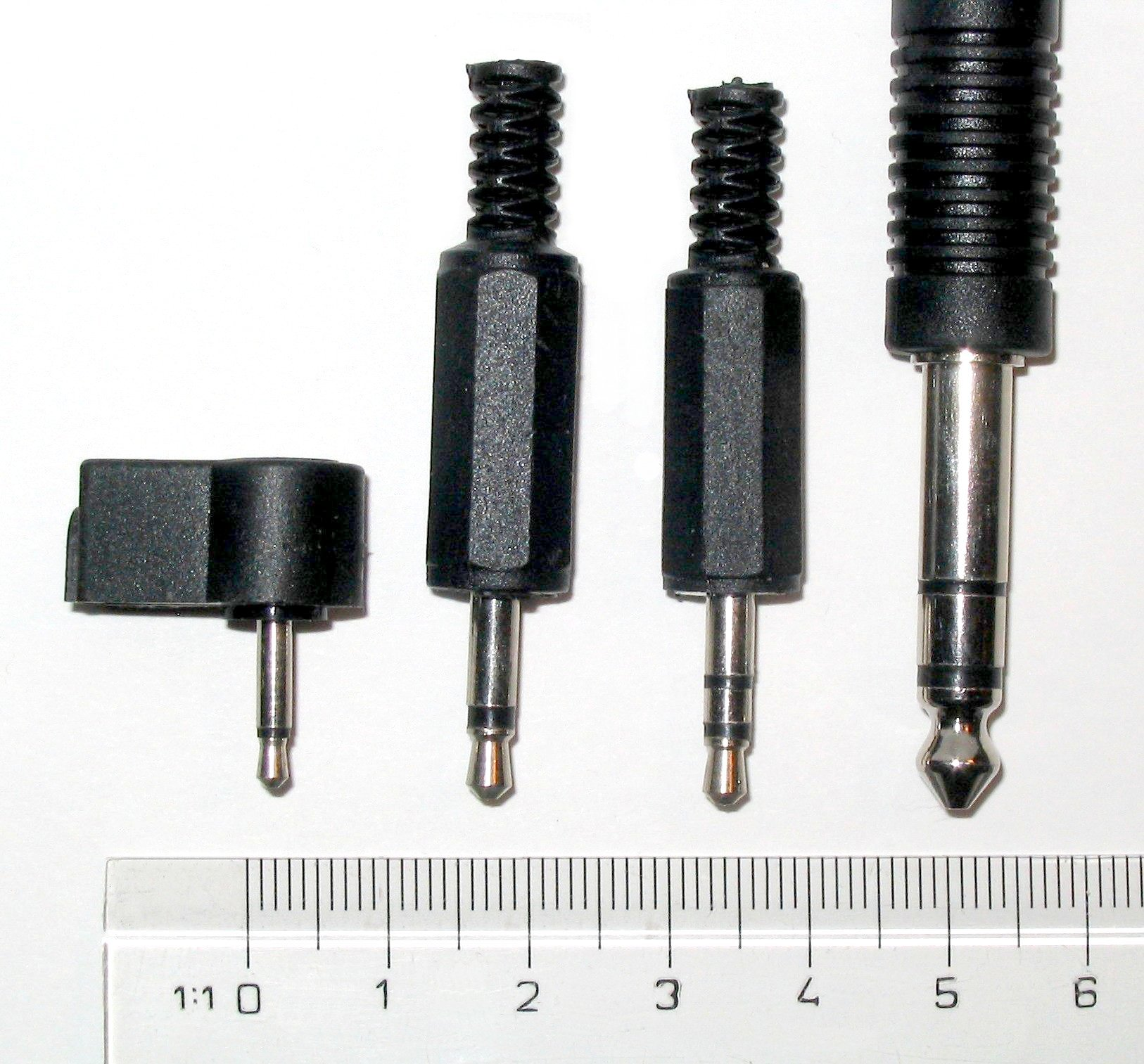
Роз'єми TRS: 2,5 мм моно (TS), 3,5 мм (1/8″) моно і стерео (TRS), та 6,3 мм (1/4″)

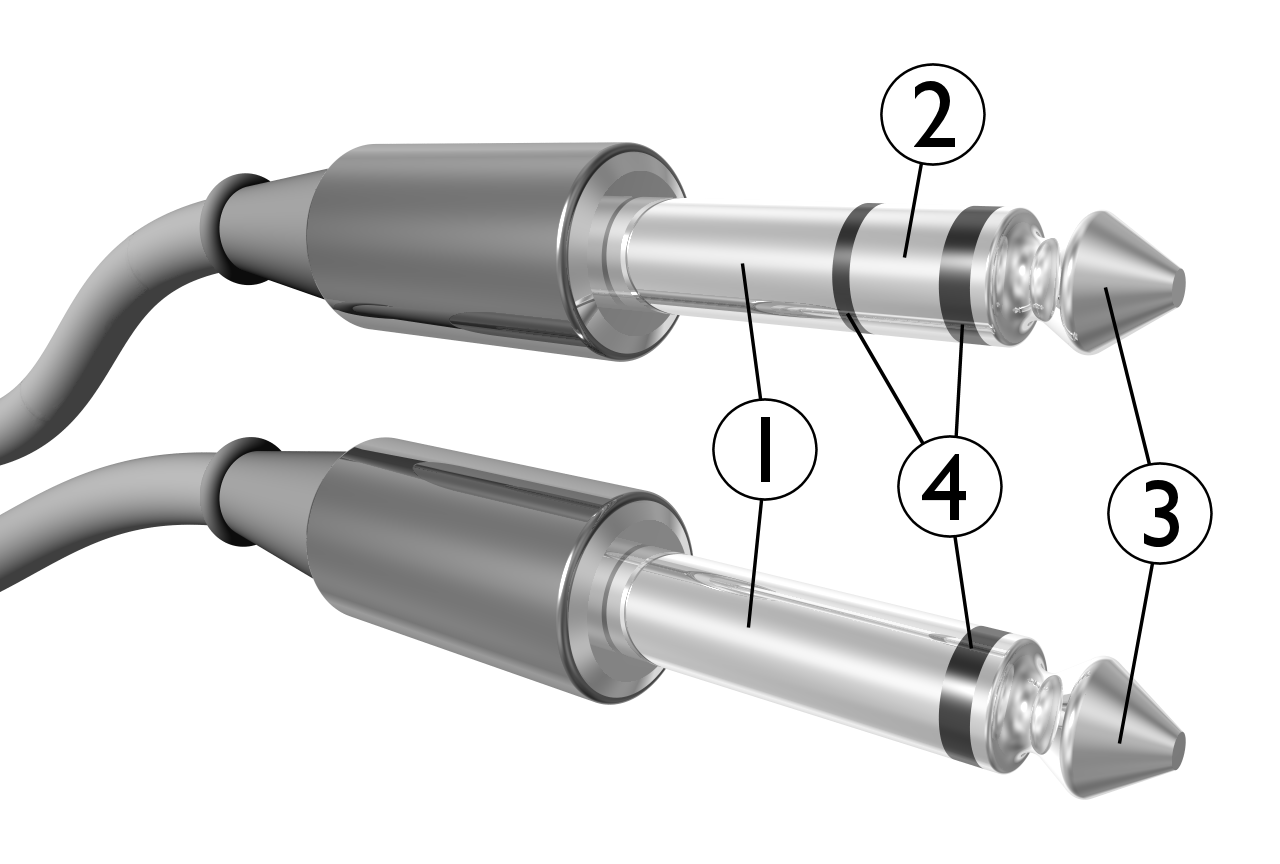
6,3 мм (1/4″) стерео і моно: 1 — земля, 2 — сигнал правого каналу (для стерео), 3 — сигнал (для моно) або сигнал лівого каналу (для стерео), 4 — ізоляція.

TRS-роз'єм або «штекер» (англ. TRS (Tip, Ring, Sleeve) connector, англ. jack plug) — роз'єм уживаний зазвичай в аудіо-відео пристроях, наприклад навушниках. Аудіо-відео пристрій повинен мати гніздо («джек») відповідного діаметра.
Розрізняють роз'єми типу «джек», менший — «мініджек» та ще менший — «мікроджек». Перший тип поступово виходить зі вжитку через невеликі габарити самих плеєрів.
Найбільший тип (6,3 мм) застосовується передусім в студійному обладнанні та музичних інструментах для з'єднання інструмента (наприклад синтезатора чи електрогітари) з підсилювачем або мікшером. З огляду на простоту конструкції гнізда та великі розміри цей роз'єм вважається надійнішим та витривалішим. В домашній апаратурі це з'єднання майже не застосовується.
З'єднання 3,5 мм повсюдно застосовується для навушників та переносних пристроїв, а також в комп'ютерних звукових картах.
6,3 мм, так само як і 3,5 мм, штекери можуть бути прямі і більш зручні кутові («Г-подібні»).
З'єднання 2,5 мм застосовується для навушників в таких пристроях, як мобільні телефони. Оскільки більша кількість доступних на ринку навушників розраховані на роз'єм 3,5 мм, користувачі пристроїв з гніздами 2,5 мм приречені на використання спеціальних навушників, або застосування перехідників. З'єднання 2,5 мм через невеличкі розміри вважається тонким і ненадійним.